# West Middletown (Pensilvania)
West Middletown es un borough ubicado en el condado de Washington en el estado estadounidense de Pensilvania. En el año 2000 tenía una población de 144 habitantes y una densidad poblacional de 137 personas por km².

## Geografía
West Middletown se encuentra ubicado en las coordenadas 40°14′25″N 80°25′27″O / 40.24028, -80.42417.

## Demografía
Según la Oficina del Censo en 2000 los ingresos medios por hogar en la localidad eran de $41,250 y los ingresos medios por familia eran $41,875. Los hombres tenían unos ingresos medios de $25,000 frente a los $30,625 para las mujeres. La renta per cápita para la localidad era de $24,834. Alrededor del 6.9% de la población estaba por debajo del umbral de pobreza.